# Еврисфей
Еврисфе́й, Эврисфей (др.-греч. Εὐρυσθεύς) — в древнегреческой мифологии внук Персея, сын Сфенела и Никиппы, двоюродный дядя Геракла, царь в Арголиде.
Появился на свет семимесячным: когда у Алкмены должен был родиться Геракл, сын Зевса, Гера получила от Зевса клятву, что сегодняшний новорождённый из рода Персея будет верховным царём. Геракл был персеид, но Гера задержала роды у его матери, а Еврисфей появился на свет первым (недоношенным). Женой Еврисфея была Антимаха (дочь Амфидаманта, сына Ликурга). Упомянут в «Илиаде» (VIII 363).
Состоя на службе у Еврисфея, Геракл совершил для него ряд подвигов. После смерти Геракла Еврисфей преследовал его потомков, Гераклидов. Когда последние нашли себе приют в Аттике у Тесея, Еврисфей пошёл на Аттику войной, но был побеждён и умчался на колеснице: около Скиронидских скал его настиг и убил Гилл. Голову он принес Алкмене, и та выколола у неё глаза веретеном или ткацким челноком.
Надгробный памятник Еврисфея находится в Мегариде, близ границы с коринфянами. Тело Еврисфея погребено в Гаргетте, а голова — в Трикоринфе около источника Макарии, место названо «Головой Еврисфея». По другой версии, похоронен у храма Афины в Паллене.
Еврисфей — действующее лицо трагедии Еврипида «Гераклиды». У Еврипида была сатировская драма «Еврисфей», от которой сохранились лишь незначительные отрывки.